# Tall Sulaymānī
Tall Sulaymānī (arabiska: تل سليماني) är en kulle i Syrien.   Den ligger i provinsen al-Hasakah, i den nordöstra delen av landet, 500 kilometer nordost om huvudstaden Damaskus. Toppen på Tall Sulaymānī är 304 meter över havet.
Terrängen runt Tall Sulaymānī är platt. Närmaste större samhälle är Al-Hasakah, 7,6 kilometer söder om Tall Sulaymānī. 
Trakten runt Tall Sulaymānī består till största delen av jordbruksmark. Runt Tall Sulaymānī är det ganska tätbefolkat, med 179 invånare per kvadratkilometer.